# Struga (Chorwacja)
Struga – wieś w Chorwacji, w żupanii varażdińskiej, w gminie Sveti Đurđ. W 2011 roku liczyła 461 mieszkańców.